# 坂城大橋
坂城大橋（さかきおおはし）は、長野県埴科郡坂城町大字上五明 - 大字坂城の千曲川に架かる長野県道160号上室賀坂城停車場線の橋長675 m（メートル）のラーメン橋。

## 概要
- 形式 - PC9径間連続有ヒンジTラーメン箱桁橋・RC4径間連続中空床版橋2連・PC単径間中空床版橋1連
- 橋長 - 675.000 m
  - 支間割 - 60.6 m + ( 3×68.000 m )
- 幅員 - 12.0 m
- 工法 - ディビダーク式カンチレバー工法

渡河部の上部工はP9 - A2間で隣接桁との結合部分にヒンジを採用した、有ヒンジラーメン橋である。渡河部は有ヒンジラーメン橋として、常時施工可能なディビダーク式カンチレバー工法を採用した。橋長675 m、径間数18はともに千曲建設事務所管内最長である。

## 歴史
従来坂城町中心部と千曲川左岸を結ぶ橋として坂城大橋の下流に架かる昭和橋があったが、同橋の架設は1937年（昭和12年）と古く、渋滞が激化したことから新橋建設が求められ、1974年（昭和49年）に昭和橋上流500 mに坂城大橋の建設が長野県により着手され、橋本体は1981年（昭和56年）7月25日に起工され、1987年（昭和62年）11月16日に開通した。
完成後本橋は長野県道160号上室賀坂城停車場線に指定され、それまで県道橋であった昭和橋は町道橋に復した。